# Phong trào Thiếu nhi Thánh Thể Việt Nam

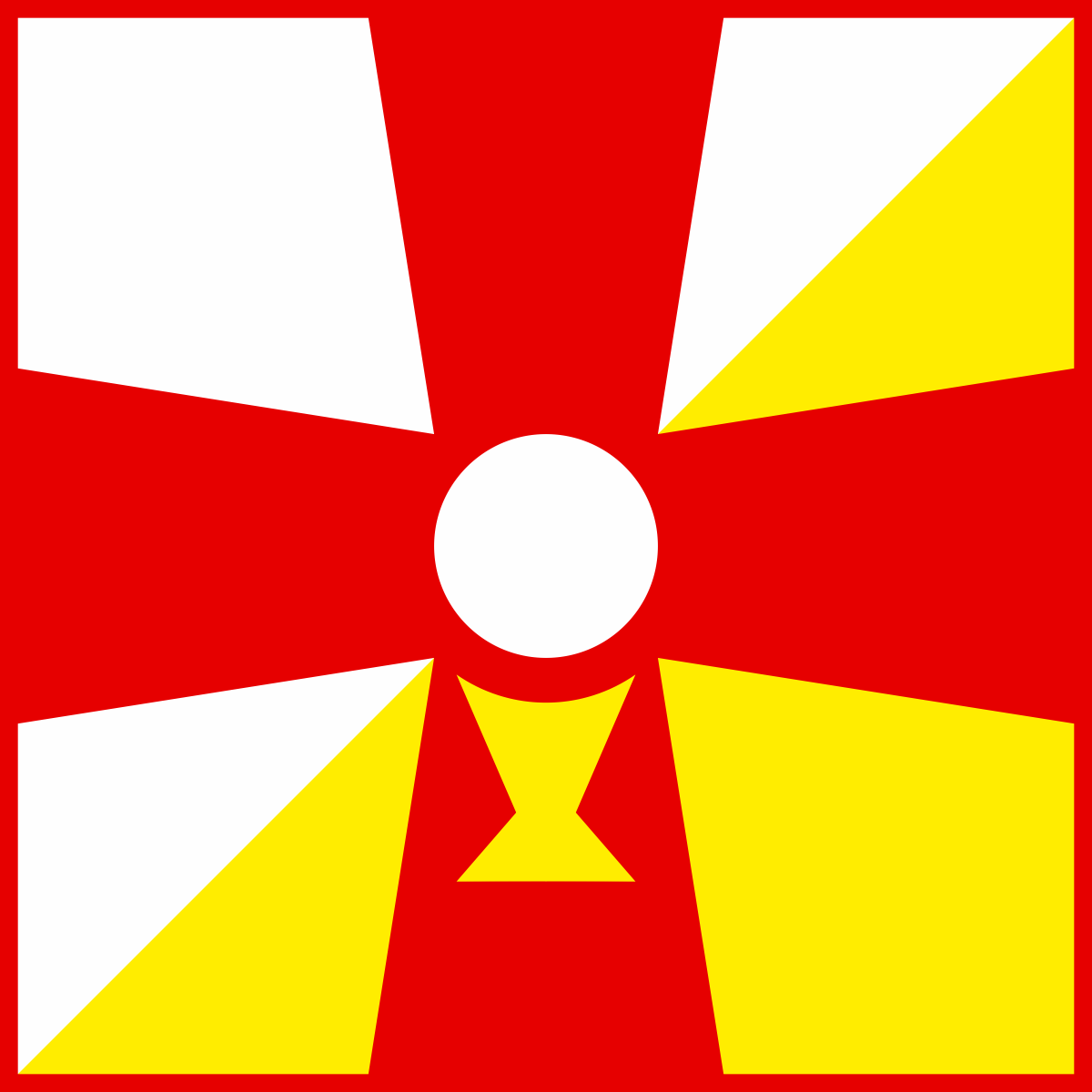
Biểu trưng Phong trào Thiếu nhi Thánh thể Việt Nam

Phong trào Thiếu nhi Thánh Thể Việt Nam là một phong trào Công giáo tiến hành theo được thành lập theo mô hình của Phong trào Thiếu nhi Thánh Thể (thế giới) có nguồn gốc từ Pháp. 

## Lịch sử

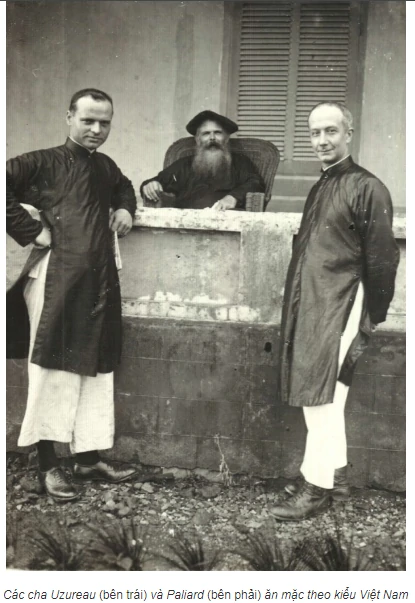
Các cha Uzureau (bên trái) và Paliard (bên phải) ăn mặc theo kiểu Việt Nam

Phong trào tại Việt Nam khởi đầu tại Hà Nội vào năm 1929,  do hai linh mục Léon Paliard và Paul Uzureau thuộc Hội Linh mục Xuân Bích khởi xướng, lúc ấy mang tên là Nghĩa Binh Thánh Thể. Phong trào dần được hàng giáo phẩm và giáo dân Việt Nam hưởng ứng nên đã phát triển khắp nước này trong suốt thập niên 1930: Huế (1931), Sài Gòn (1931), Phát Diệm (1932), Thanh Hóa (1932), Vinh (1935), Vĩnh Long (1935), Quy Nhơn (1936), Bùi Chu (1937), Thái Bình (1937), Bắc Ninh (1938)... Tùy theo lứa tuổi từ nhỏ tới lớn, Nghĩa Binh được chia ra làm Tiền Binh, Trung Binh và Hậu Binh.
Cuộc di cư Việt Nam đã làm phát triển rộng lớn hơn nữa Nghĩa Binh Thánh Thể ở miền Nam Việt Nam. Năm 1957, Hội đồng Giám mục Việt Nam đã bổ nhiệm linh mục Micae Nguyễn Khắc Ngữ làm tổng tuyên úy đầu tiên của phong trào. Sinh hoạt Nghĩa Binh bắt đầu đòi hỏi đổi mới cho phù hợp với tâm lý giới trẻ. Cùng lúc với tinh thần đổi mới của Công đồng Vatican II, năm 1965, phong trào đã thêm vào sinh hoạt cầu nguyện thuần tuý của Nghĩa Binh Thánh Thể một đường lối mới: giáo dục trẻ em và dùng phương thức sinh hoạt trẻ vào trong các hoạt động. Vì thế, bản "Nội quy thống nhất" được ra đời và đổi tên Nghĩa Binh Thánh Thể thành Phong trào Thiếu nhi Thánh Thể Việt Nam.
Năm 1971, Hội đồng Giám mục Việt Nam phê chuẩn bản nội quy. Năm 1972, Đại hội Toàn quốc Về Đất Hứa 1 tổ chức tại Bình Triệu quy tụ khoảng 2.000 huynh trưởng từ khắp các giáo phận ở miền Nam. Vào thời điểm này, các giáo phận phía Nam có tới 140.000 đoàn viên và 3.800 huynh trưởng trong 650 xứ đoàn của 13 giáo phận. Ở miền Bắc, phong trào Thiếu nhi Thánh Thể vẫn tiếp tục hoạt động chủ yếu là sinh hoạt giáo lý và đạo đức. Sau năm 1975, Phong trào Thiếu nhi Thánh Thể Việt Nam tự giản lược các hoạt động bên ngoài, chỉ giữ lại sinh hoạt cốt lõi dưới hình thức các lớp Giáo Lý. Còn tại hải ngoại, theo chân những người di tản từ năm 1975, nhiều huynh trưởng đã gầy dựng lại phong trào tại các trại tỵ nạn và đang phát triển mạnh mẽ tại các quốc gia như Mỹ, úc, Anh, Canada, Pháp… và vẫn giữ danh xưng Thiếu Nhi Thánh Thể Việt Nam. Phong trào giữa trong nước và hải ngoại không có mối liên hệ chính thức về tổ chức.
Cho đến nay Phong trào Thiếu nhi Thánh Thể Việt Nam tại quốc nội đang được hồi sinh và phát triển khắp các giáo phận.

## Mục đích và tôn chỉ
Phong trào Thiếu nhi Thánh Thể Việt Nam đào luyện thanh thiếu nhi về hai phương diện để họ trở thành những con người kiện toàn và những Kitô hữu hoàn hảo:
- Phương diện tự nhiên: các em được giáo dục để trở thành những con người kiện toàn về thể chất, tinh thần và nhân cách với những đức tính căn bản của con người: trong gia đình, nơi trường học, trong khu xóm, ngoài xã hội, có khả năng, có tinh thần tự nguyện và có ý thức góp phần xây dựng xã hội.
- Phương diện siêu nhiên: các em được giáo dục để trở thành những Kitô hữu hoàn hảo với nền tảng đạo đức chắc chắn, hiểu biết giáo lý, lương tâm ngay thẳng, sống đạo trưởng thành, hăng hái dấn thân trong việc tông đồ, ý thức và nhiệt thành sống ơn gọi căn bản của mình.
- Tôn chỉ của phong trào Thiếu Nhi Thánh Thể:  Cầu nguyện - Rước lễ - Hi Sinh - Làm việc tông đồ.

## Tổ chức

### Quản trị trung ương
Liên đoàn Thiếu Nhi Thánh Thể của tất cả Giáo phận tại Việt Nam hợp thành Phong trào Thiếu Nhi Thánh Thể Việt Nam, được đặt dưới sự hướng dẫn của "Ban điều hành Thiếu Nhi Thánh Thể Việt". Ban điều hành này có nhiệm vụ quyết định về Nội quy, ấn định đường lối, giám sát việc thực thi những quyết định của Phong trào. Ban điều hành gồm: 
- Trưởng ban: là một linh mục Tổng tuyên úy quốc gia (do giám mục đặc trách bổ nhiệm) và các thành viên là tuyên úy giáo tỉnh và liên đoàn.
- Thành viên: Các Tuyên úy Giáo tỉnh và Liên đoàn, Hội đồng Huynh trưởng quốc gia.

### Các ngành
Khi thành lập, Nghĩa Binh Thánh Thể chia ra làm Tiền Binh, Trung Binh, Hậu Binh nhưng ngày nay phong trào Thiếu Nhi Thánh Thể dựa theo lứa tuổi chia ra làm các ngành theo độ tuổi: Chiên con, Ấu Nhi, Thiếu Nhi, Nghĩa Sĩ, Hiệp Sĩ, Huynh trưởng, Huấn luyện viên:
- Ngành Chiên con: trẻ em 4 đến 6 tuổi.
- Ngành Ấu nhi: trẻ em từ 7 đến 9 tuổi.
- Ngành Thiếu nhi: thiếu niên từ 10 đến 12 tuổi.
- Ngành Nghĩa sĩ: thiếu niên từ 13 đến 15 tuổi
- Ngành Hiệp sĩ:  thiếu niên từ 16 đến 18 tuổi.

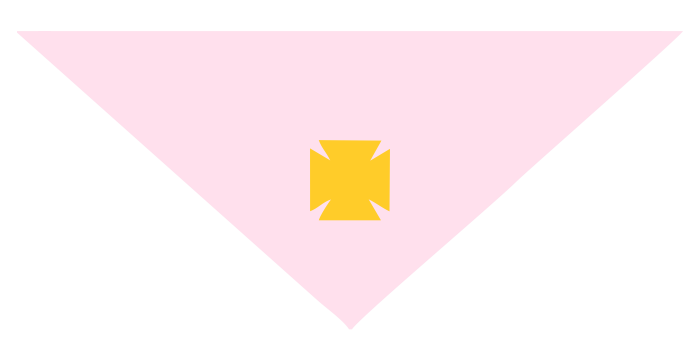
Khăn quàng cấp Chiên Con (đội viên)
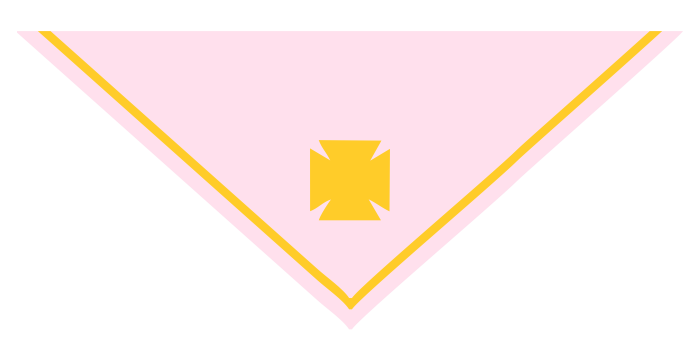
Khăn quàng cấp Chiên Con (đội trưởng)
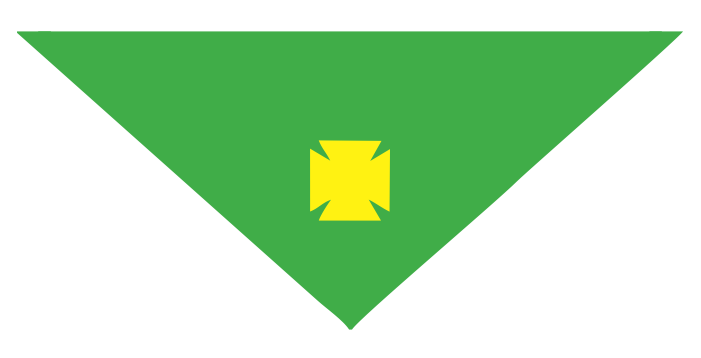
Khăn quàng cấp Ấu Nhi (đội viên)
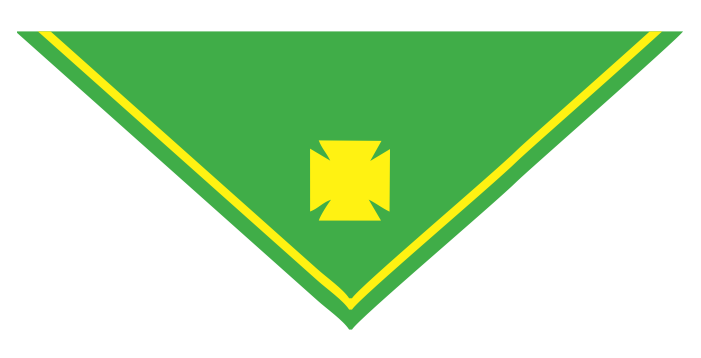
Khăn quàng cấp Ấu Nhi (đội trưởng)
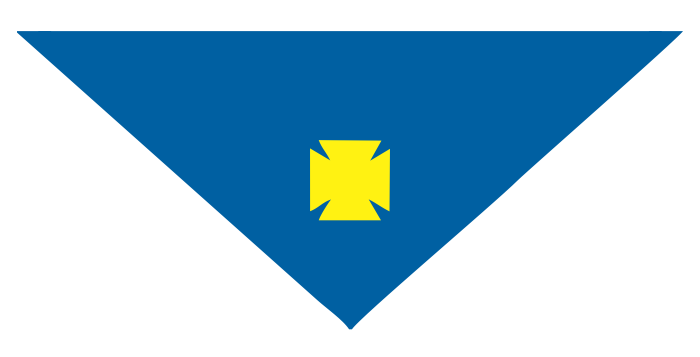
Khăn quàng cấp Thiếu Nhi (đội viên)
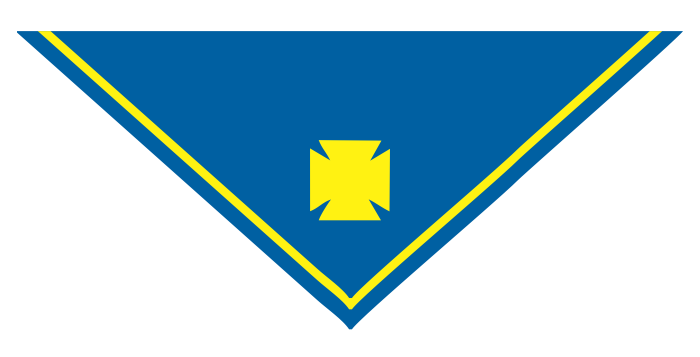
Khăn quàng cấp Thiếu Nhi (đội trưởng)
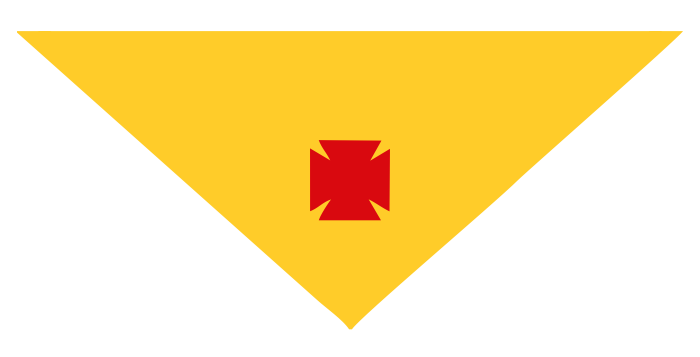
Khăn quàng cấp Nghĩa Sỹ (đội viên)
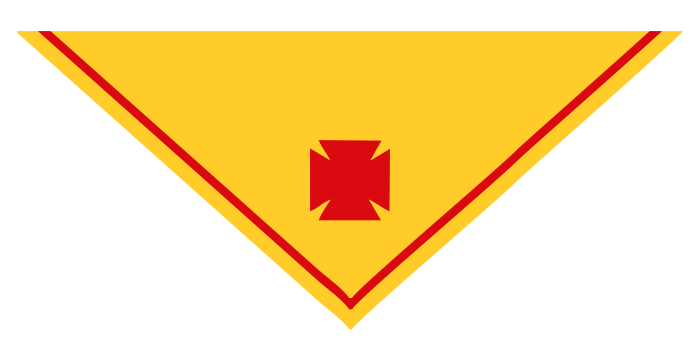
Khăn quàng cấp Nghĩa Sỹ (đội trưởng)
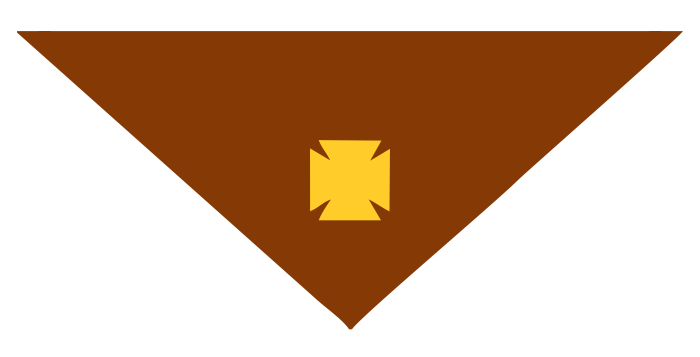
Khăn quàng cấp Hiệp Sỹ (đội viên)
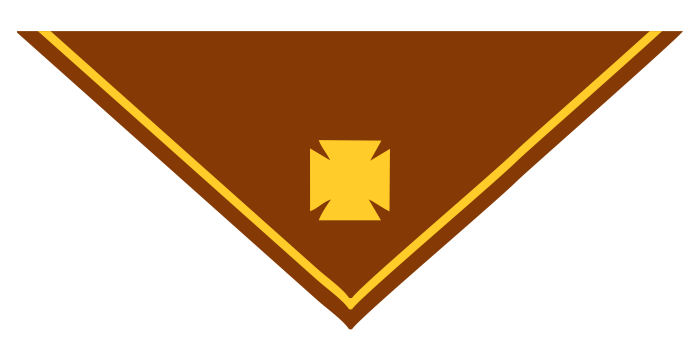
Khăn quàng cấp Hiệp Sỹ (đội trưởng)
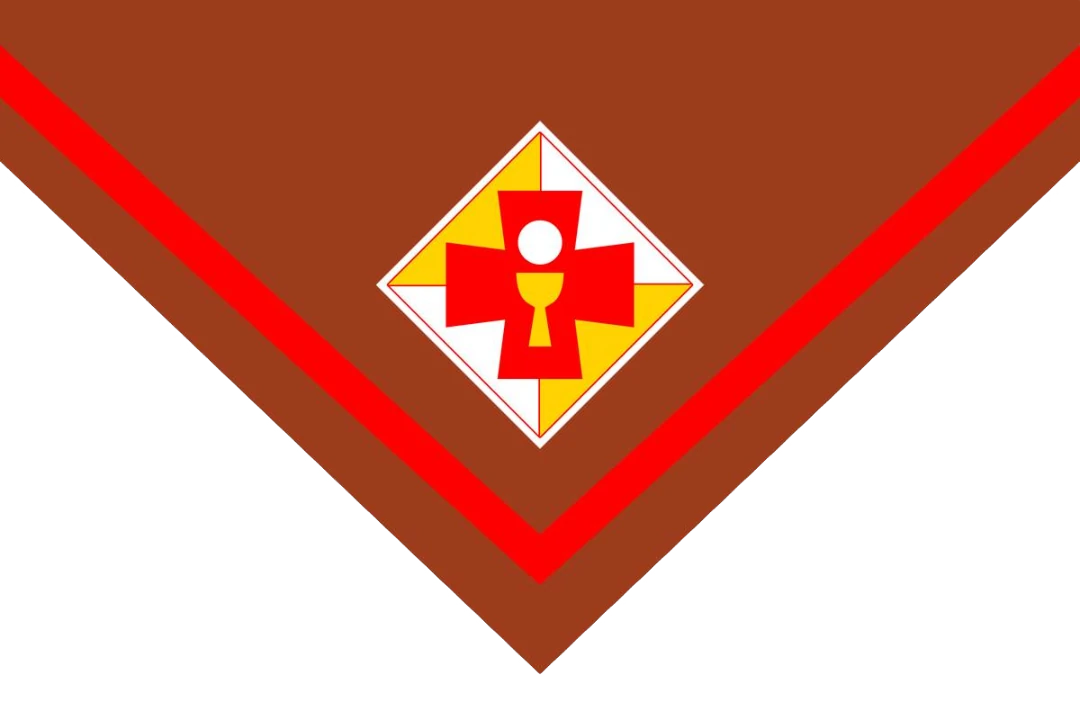
Khăn quàng Hiệp Sỹ trưởng thành (tại hải ngoại)
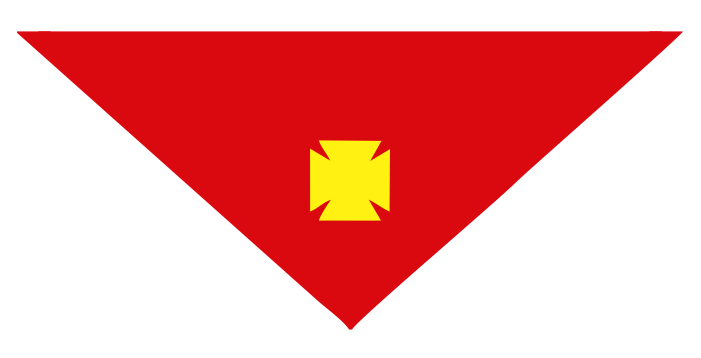
Khăn quàng Dự Trưởng
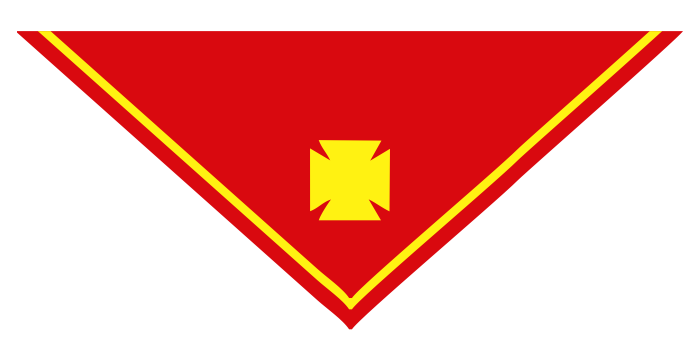
Khăn quàng Huynh Trưởng
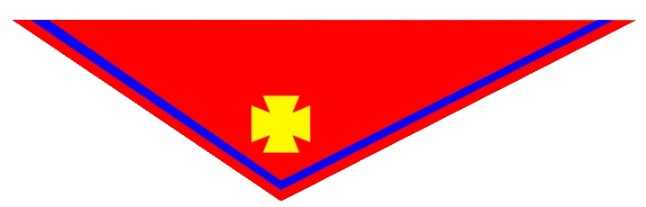
Khăn quàng Trợ Tá
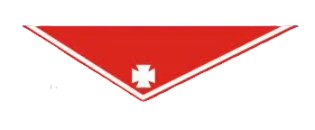
Khăn quàng Trợ Úy
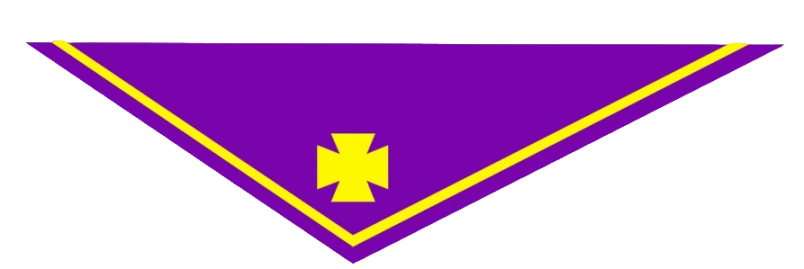
Khăn quàng HLV sơ cấp (cấp 1)
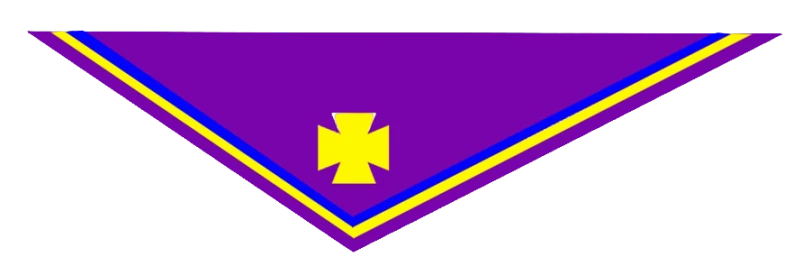
Khăn quàng HLV trung cấp (cấp 2)
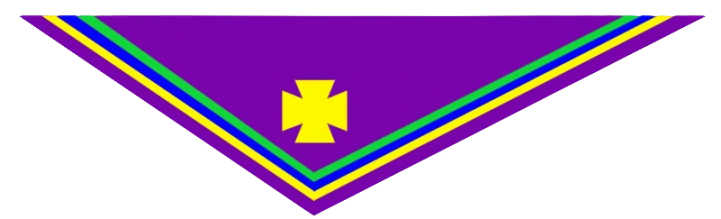
Khăn quàng HLV cao cấp (cấp 3)
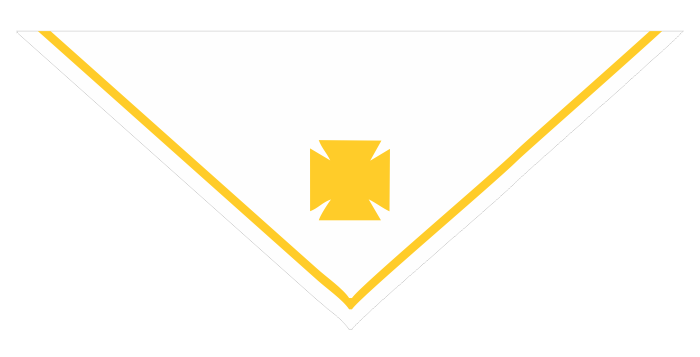
Khăn quàng Tuyên Úy (tại Việt Nam)
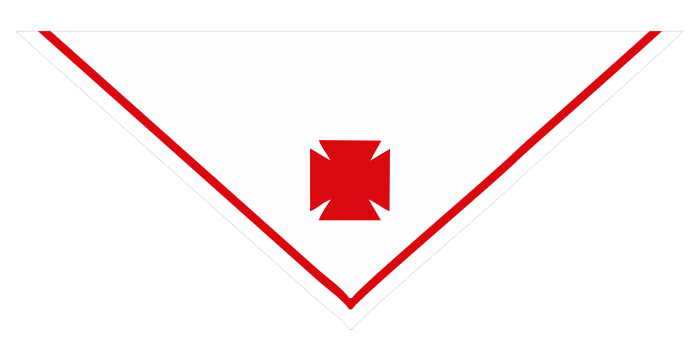
Khăn quàng Tuyên Úy (tại hải ngoại)

### Phân cấp
Các thành viên của Phong trào gọi là Đoàn sinh.
- Thiếu Nhi Thánh Thể Việt Nam được tổ chức theo hệ thống hàng đội với đơn vị căn bản là Đội. Một Đội được dẫn dắt bởi một đội trưởng và một đội phó. Số lượng đoàn sinh (đội viên) của một đội sẽ là: từ 7 đến 10 (đối với ngành Chiên con, Ấu nhi và Thiếu nhi), 5 đến 8 (đối với các ngành Nghĩa sĩ và Hiệp sĩ).
- Từ 3 đến 5 đội cùng ngành và cùng giới tính sẽ hợp thành Chi đoàn. Mỗi Chi đoàn do một Chi đoàn trưởng chịu trách nhiệm điều khiển và huấn luyện đơn vị mình theo đúng Nội quy, Nghi thức, Thủ bản, các mệnh lệnh cấp trên và các tài liệu chính thức của Thiếu Nhi Thánh Thể Việt Nam. Các Huynh trưởng phụ tá có nhiệm vụ trợ giúp Chi đoàn trưởng và thay thế khi Chi đoàn trưởng vắng mặt.
- Những Chi đoàn nam và nữ trong cùng một ngành hợp thành Phân đoàn. Mỗi Phân đoàn có Phân đoàn trưởng và Phân đoàn phó điều khiển công việc của Phân đoàn.
- Các Phân đoàn trong giáo xứ (hoặc giáo họ biệt lập) sẽ hợp thành một Xứ đoàn. Xứ đoàn là đơn vị tương đương trực thuộc một giáo xứ, có Ban điều hành đoàn cộng tác với linh mục tuyên úy điều khiển (thường sẽ là linh mục chính xứ). Thành phần gồm: một Xứ đoàn trưởng, một hoặc hai Xứ đoàn phó, một Thư ký, một Thủ quỹ. Những nhân sự này do Hội đồng Huynh trưởng tại Xứ đoàn đó bầu lên và linh mục Tuyên úy chấp thuận. Nhiệm kỳ của Ban điều hành này là 2 năm và được tái cử.
- Các Xứ đoàn trong một giáo hạt hay một vùng sẽ hợp thành một Hiệp đoàn dưới sự dẫn dắt của linh mục Tuyên úy Hiệp đoàn.
- Các Hiệp đoàn trong một giáo phận hợp thành Liên đoàn Thiếu Nhi Thánh Thể Giáo phận của giáo phận đó.
- Các Liên đoàn trong một giáo tỉnh hợp thành Thiếu Nhi Thánh Thể giáo tỉnh đó được gọi là Thiếu Nhi Thánh Thể Miền.
- Thiếu Nhi Thánh Thể các Miền hợp thành Thiếu Nhi Thánh Thể Việt Nam.

Kể từ cấp Xứ đoàn trở lên đều phải có Ban quản trị gồm: linh mục tuyên úy, trưởng, phó, thư ký, thủ quỹ.

## Huấn luyện

### Huynh trưởng
Huynh trưởng là nhân sự cốt lõi trong việc quản trị, huấn luyện của Phong trào Thiếu nhi Thánh Thể Việt Nam qua sự ủy thác và tư vấn của linh mục tuyên úy của đơn vị. Huynh trưởng thường là những người từng xuất thân làm đoàn sinh trong phong trào Thiếu nhi Thánh Thể và khi họ đạt đến độ tuổi trưởng thành thì nâng lên làm huynh trưởng, phụ trách các ngành tương ứng trong đơn vị mình, hoặc giữ các chức vụ cao cấp hơn trong toàn Phong trào (tùy vào thâm niên và khả năng).
Để được gọi là Huynh trưởng, họ phải tham dự các khóa Huấn luyện về hai lĩnh vực chủ yếu là: giáo lý viên dạy giáo lý Công giáo (đức tin) và Huấn luyện Sa Mạc (kỹ năng). Chương trình huấn luyện và điều kiện tham dự các khoá đó phải được thực hiện đúng đường lối và chất liệu theo quy định trong Quy chế huấn luyện được Ban điều hành quốc gia chấp thuận.
Huynh trưởng khi được bầu cử và bổ nhiệm các chức vụ thì sẽ có quyền và trách nhiệm trong việc tổ chức và điều hành Thiếu Nhi Thánh Thể. Linh mục tuyên úy thường chỉ can thiệp trong việc huấn luyện đạo đức, nhưng khi cần sẽ can thiệp trong việc tổ chức và điều khiển.

### Đoàn sinh
Thiếu nhi mỗi ngành đều có ba cấp liên tiếp: cấp I, cấp II và cấp III. Mỗi năm, họ được trắc nghiệm khả năng để xem xét cho vượt cấp. Đoàn sinh được mang cấp hiệu mới trong một "nghi thức thăng tiến" do các huynh trưởng liên hệ quyết định.

## Phương pháp giáo dục

### Giáo dục theo tâm lý lứa tuổi
Để huấn luyện thiếu nhi cần phải dựa vào diễn biến tâm lý của trẻ, chia các em theo từng lứa tuổi để có những hình thức giáo dục thích ứng:
- A.	Ấu ( 7-9 tuổi): trẻ hướng nội, biết thưởng thức thiên nhiên, nảy nở những suy nghĩ. Giúp trẻ chiêm ngắm và cầu nguyện, phát triển những tâm tình tôn giáo. Khai tâm đời sống Ki tô giáo.
- B.	Thiếu ( 10-12 tuổi): trẻ hướng ngoại, thích vui chơi theo nhóm, tôn trọng lề luật, xây dựng ý tưởng. Lấy Chúa Giê su làm trọng tâm, xây dựng tương quan giữa trẻ với Chúa Giê su.
- C.	Nghĩa ( 13-15 ): thời kỳ chủ quan, nhiều mơ mộng, đam mê chuyển dần sang nhận biết khả năng trí tuệ, biết sử dụng ý chí. Với lòng hăng say đầy nhựa sống, lý tưởng cao, các em cùng hăng hái ra khơi với Chúa. Sự phân chia này có tính tương đối vì diễn biến tâm lý nơi con người thường phức tạp tùy vào hoàn cảnh, tùy điều kiện giáo dục… Tuy nhiên, sự phân chia giúp người hướng dẫn nắm được những nét chính yếu trong tâm lý để giúp đỡ các em hữu hiệu hơn.

### Phương pháp vui mà học
Thông qua trò chơi, chuyện kể, bài hát, vũ điệu, trại và tổ chức hàng đội, các em học hỏi được rất nhiều điều bổ ích. Những ý niệm trừu tượng, những tâm tình nhân bản, những mầu nhiệm cao siêu có thể thông truyền cho các em nhờ những phương thế hấp dẫn, cụ thể.

### Phương pháp hàng đội
Giúp trẻ tự quản, giúp nhau tự giáo dục, xây dựng ý thức kỷ luật chung, cùng nhau làm điều tốt, dám lãnh nhận trách nhiệm và chịu trách nhiệm. Trẻ được trao trách nhiệm thực sự sẽ dấn than rất hăng say, những gì các em tự mình làm được dù không hoàn hảo nhưng các em sẽ rất trân trọng. Gây cho các em tinh thần đoàn kết yêu thương, giúp các em có óc sáng kiến và suy tư.

## Mười điều tâm niệm của Phong trào Thiếu Nhi Thánh Thể
1. Thiếu nhi dâng ngày mỗi sáng,
làm cho đời sống hóa nên lời cầu.
2. Thiếu nhi tôn sùng Thánh Thể,
siêng năng chịu lễ viếng Chúa hằng ngày.
3. Thiếu nhi Hy Sinh chịu khó,
Luôn nhìn thánh giá cực khổ vẫn vui.
4. Thiếu nhi nhờ mẹ cố gắng,
Quyết làm gương sáng xứng danh Tông Đồ
5. Thiếu nhi Vâng Lời cha mẹ,
Và hết những vị chỉ huy của mình.
6. Thiếu nhi Nết Na đằm thắm,
giữ mình trong trắng trong cách nói làm.
7. Thiếu nhi tận tình Bác Ái,
Tim luôn quảng đại mới mong giúp người.
8. Thiếu nhi giữ lòng Thành Thực
Nói làm đúng mực không dối không ngoa.
9. Thiếu nhi Chu Toàn Bổn Phận,
Việc làm đúng đắn không bỏ nửa chừng.
10. Thiếu nhi Thực Hiện Hoa Thiêng,
Chân thành với Chúa hồi tâm mỗi ngày.

## Bài hát chính thức
Bài hát chính thức của phong trào Thiếu nhi Thánh thể là bài Thiếu nhi tân hành ca, bài hát này chủ yếu được dùng trong các buổi lễ chào cờ (đoàn) của phong trào.
Thiếu nhi Việt Nam đứng lên trong giai đoạn mới
Theo tiếng Giáo hội và tiếng quê hương kêu mời
Được trang bị dũng mạnh bằng tinh thần mới
Tuổi trẻ Việt Nam hăng hái xây thế hệ ngày mai
Cùng đi hỡi các thiếu nhi
Cùng đi với Chúa Kitô
Nguồn sống Thánh thể chan hòa
Là lý tưởng của người thiếu nhi hôm nay
Thiếu nhi Việt Nam quyết tâm trong giai đoạn mới
Thánh hóa môi trường, rèn những khả năng phi thường
Bằng nguyện cầu, hy sinh và một bầu khí mới
Tuổi trẻ Việt Nam đem Chúa cho giới trẻ mọi nơi.

## Tại hải ngoại
Sau năm 1975, phong trào lan rộng và phát triển mạnh mẽ nơi cộng đồng Công giáo Việt Nam tại nhiều nước trên thế giới như Pháp, Đức, Úc, Hoa Kỳ, Canada, Nhật Bản...